# 伊藤傳三
伊藤 傳三 （いとう でんぞう、1908年（明治41年）11月19日 - 1981年（昭和56年）6月22日）は、実業家、伊藤ハム栄養食品（現・伊藤ハム株式会社）創業者。

## 生涯
- 三重県三重郡塩浜村（現・三重県四日市市）出身。

- 15歳で父を亡くし、母と二人で大阪へ向かい、海産物問屋に丁稚奉公で住み込みを始める。

- 20歳で大阪に伊藤食品工業を設立し、経験のあった海産物加工の販売から始め、資本金もすべて借金で賄っていたが、翌年、世界恐慌の影響で会社が倒産[2]。

- 2年後神戸で、丁稚時代から夢見ていたハム・ソーセージの食肉加工業を開始。魚肉ソーセージから販売し、低価格と風味の良さが評判を得て大丸・阪急にも卸すようになる。
- しかし、ソーセージには豚腸を使っていたため、ケーシングに小さな穴が開いており、日が経つと水気が漏れバクテリアが繁殖し、悪臭を放っていた。そのため返品が相次ぎ工場も閉鎖に追い込まれ、2度目の挫折を味わう。「返品やできそこないのソーセージをリヤカーにうず高く積んで、真夜中に葦合区の生田川じりへ20貫、30貫と捨てた。運びながらこらえきれなくなって涙がポロポロ出た。」と後に伊藤は語っている。

- その後、図書館や兵庫県衛生試験場に足繁く通い、食品衛生の知識を徹底的に学習し、並行してハム・ソーセージの温度管理や塩漬け技術も学習した。

- 再起を賭けて事業を再開するものの、資本不足の為他社と同じようなボンレスハム・ロースハムを作ることは困難だったため、伊藤は創意的かつ他社との差別化を図れる商品を模索した。そこで、当時飴や薬を包むセロハンを利用することで衛生的に、かつ破棄された端材を利用することで低コストでソーセージを販売することを発案し、「セロファンウインナー」を販売し、夫婦二人で売り歩いた。既存のウィンナーと違い長さが均一であることから、神戸のバーやカフェ等の飲食店から売り上げの計算が立てやすいと引き合いが殺到。人気を博した。
- マトンの大衆化を実現し、ニュージーランド国政府から民間最高名誉勲章（ONZ）を受章するなど様々な功績を残し、伊藤ハムの礎を築いた。

## 略歴
- 1928年（昭和3年） 創業者である伊藤傳三の個人経営として、大阪で食品工業を創業。
- 1934年（昭和9年） セロファンウインナー（現ポールウインナー）開発。
- 1946年（昭和21年） 兵庫県神戸市で伊藤食品工業を設立。
- 1961年（昭和36年）伊藤ハム栄養食品（現 伊藤ハム）に改称[3]。

## その他
- 株式会社パワーエックス代表執行役社長CEOの伊藤正裕は、傳三の孫にあたる。

## 参考サイト
COMIZINE ニッポン・ロングセラー考vol.47　ポールウインナー
J-net21　ポールウインナー 資本力がなくてもアイデアで勝るソーセージを作ろう
伊藤ハム公式ホームページ　伊藤ハムの沿革

## 著書
- 「続け根性」（サンケイ新聞社出版局 1971年）ASIN: B000J9HRGM